# Saint-Jean-d’Assé
Saint-Jean-d’Assé ist eine französische Gemeinde mit 1.810 Einwohnern (Stand: 1. Januar 2022) im Département Sarthe in der Region Pays de la Loire. Sie gehört zum Arrondissement Le Mans und zum Kanton Bonnétable (bis 2015: Kanton Ballon). Die Einwohner werden Asséens genannt.

## Geographie
Saint-Jean-d’Assé liegt etwa 16 Kilometer nordnordwestlich von Le Mans. Umgeben wird Saint-Jean-d’Assé von den Nachbargemeinden Saint-Marceau im Norden, Teillé im Nordosten, Montbizot im Osten, Sainte-Jamme-sur-Sarthe im Osten und Südosten, La Bazoge im Süden, Sainte-Sabine-sur-Longève im Westen und Südwesten, Mézières-sur-Lavardin im Westen sowie Le Tronchet im Nordwesten.
Durch die Gemeinde führen die Autoroute A28 und die frühere Route nationale 138 (heutige D338).

## Bevölkerungsentwicklung
| Jahr                      | 1962 | 1968 | 1975 | 1982 | 1990 | 1999 | 2006 | 2012 |
| Einwohner                 | 1306 | 1223 | 1179 | 1074 | 1021 | 1034 | 1326 | 1646 |
| Quelle: Cassini und INSEE |      |      |      |      |      |      |      |      |

## Sehenswürdigkeiten
- Kirche Saint-Fiacre aus dem 12. Jahrhundert, Umbauten aus dem 17. Jahrhundert
- Kirche Saint-Jean, 1897 bis 1901 erbaut
- Kapelle Notre-Dame-des-Champs aus dem 11. Jahrhundert, im 15. und 18. Jahrhundert umgebaut, Monument historique seit 1976
- Kapelle Sainte-Scholastique aus dem 12. Jahrhundert, im 18. Jahrhundert umgebaut
- Kloster Notre-Dame de la Merci-Dieu, zunächst Karmelitenkonvent, dann Zisterzienserkloster

## Persönlichkeiten
- Marin Cureau de la Chambre (1594–1669), Leibarzt Ludwigs XIV. und Schriftsteller